# Mosteiro de Paço de Sousa

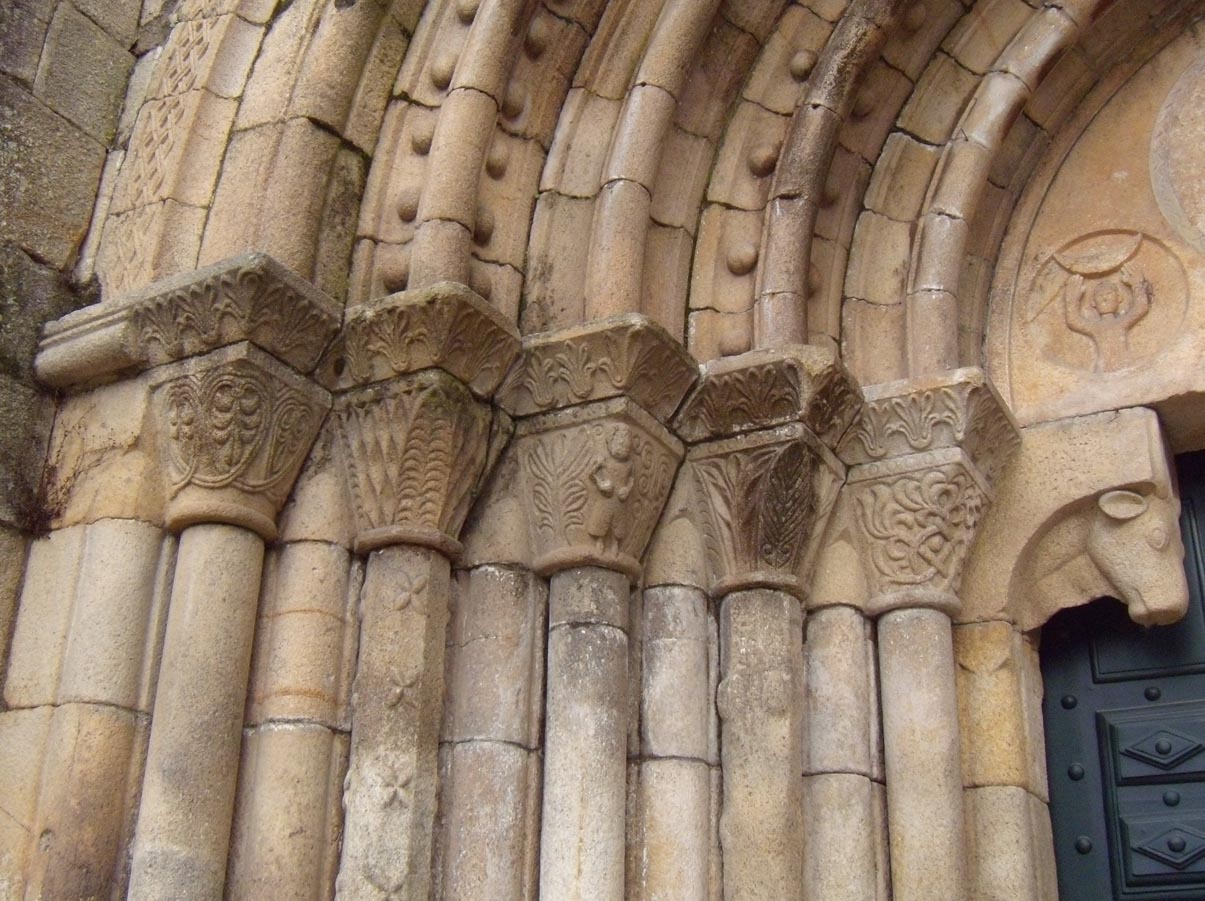
Mosteiro de Paços de Sousa: pormenor dos capitéis.

O Mosteiro de Paço de Sousa, também referido como Mosteiro do Salvador de Paço de Sousa, Igreja do Salvador e Igreja Matriz de Paço de Sousa, foi um mosteiro de que resta a igreja localizada em Paço de Sousa, no município de Penafiel, distrito do Porto, em Portugal.
É um dos 21 monumentos que integram a chamada Rota do Românico do Vale do Sousa.
O Mosteiro de Paço de Sousa encontra-se classificado como Monumento Nacional por Decreto de 16 de junho de 1910.

## História
Foi fundado no século X por D. Godo Trutesindo Galindes, ascendente de Egas Moniz, o aio, que fez erguer neste local o seu paço. Serviu de refúgio ao abade Radulfo, aquando das invasões de Almançor (994). Constituía-se em uma comunidade beneditina.
O mosteiro foi desocupado muitos anos depois e veio a cair em estado de degradação. Foi alvo de algumas obras de manutenção no século XI, vindo a ser completamente recuperado em meados do século XIII. Nesta mesma época foi feita a ampliação da Igreja anexa.
Novas campanhas de conservação e restauro foram empreendidas no século XVIII e, mais tarde, no século XX, após um violento incêndio ter devorado os tetos de madeira da igreja em 1927.
Após a extinção das ordens religiosas, em 1834, o convento foi vendido em hasta pública, mas a igreja manteve-se aberta ao público.

## Características
Apresenta um estilo arquitetónico na transição entre o estilo românico e o estilo gótico.
Integra o conjunto do mosteiro uma igreja românica de três naves de apreciáveis proporções, na qual se destaca uma bela rosácea na fachada. A sua traça teve influência sobre toda a região de Penafiel, podendo dizer-se que este templo se enquadra no estilo doutros monumentos românicos, como os de Roriz, Gândara, Travanca e Pombeiro.
No interior deste mosteiro encontra-se sepultado Egas Moniz, preceptor de Afonso I de Portugal. No interior do túmulo existe uma pequena caixa de cobre com as suas cinzas fúnebres. O túmulo em si é uma magnífica peça com altos-relevos que retratam a ida do aio de D. Afonso Henriques à Corte do reino de Leão.

## Personagens ligadas a este mosteiro
- D. Godo Trutesindo Galindes
- Trocosendo Guedes